# レオナルド・サントス
レオナルド・サントス（Leonardo Santos、1980年1月5日 - ）は、ブラジルの男性柔術家、総合格闘家。リオデジャネイロ州リオデジャネイロ出身。ノヴァウニオン所属。TUF Brazil 2優勝。レオ・サントスとも表記される。
ブラジリアン柔術界を代表する選手の1人。総合格闘家のヴァグネイ・ファビアーノは実兄。

## 来歴
4歳からブラジリアン柔術を始め、1996年、15歳の時に世界柔術選手権の青帯で史上最年少の優勝者となった。
1999年、世界柔術選手権の黒帯ペナ級においてホイラー・グレイシーと同点の末、判定により敗れるが自身の名と潜りからの強烈なスイープを広めるきっかけとなった。
2000年の世界柔術選手権ではヴィトー・ヒベイロ（優勝）、マーシオ・フェイトーザ（2位）、レオナルド・ヴィエイラ（3位）と共に準決勝に進出し、3位に入賞した。
2002年6月29日、総合格闘技デビューとなった修斗で五味隆典と対戦し、0-2の判定負けを喫した。
2003年9月21日、修斗で早川光由とブラジリアン柔術ルールで対戦し、腕ひしぎ十字固めで一本勝ち。
2004年6月、ブラックベルトGPに出場し、マーシオ・フェイトーザ、フレジソン・パイシャオンら、強豪黒帯が一堂に集結したトーナメントを勝ち抜き優勝を果たした。
2005年3月5日、プロ柔術X-プレミアムで杉江"アマゾン"大輔と対戦。7分33秒、袖車絞めで一本勝ち。
2006年10月7日、Super Challenge 1の73kg級トーナメント1回戦でジーン・シウバと対戦し、右ストレートでKO負け。
2009年5月2日、戦極初参戦となった戦極 〜第八陣〜で横田一則と対戦し、1-2の判定負け。
2010年3月7日、SRC12で國奥麒樹真と対戦し、チョークスリーパーで一本勝ち。
2010年8月22日、SRC14で山田崇太郎と対戦。山田に対し再三のローブローでレッドカード3枚が提示され反則勝ちとなった。

### UFC
2013年6月8日、UFC on Fuel TV 10のThe Ultimate Fighter Brazil 2ウェルター級トーナメント決勝でウィリアム・マカリオと対戦し、肩固めで一本勝ちを収めトーナメント優勝を果たした。
2015年12月12日、UFC 194でケビン・リーと対戦し、パウンドでTKO勝ち。パフォーマンス・オブ・ザ・ナイトを受賞した。
2019年6月1日、UFC Fight Night: Gustafsson vs. Smithでスティービー・レイと対戦し、KO勝ち。パフォーマンス・オブ・ザ・ナイトを受賞した。
2020年7月11日、UFC 251でロマン・ボガトフと対戦し、3-0の判定勝ち。UFC戦績を7勝1引き分けとした。
2021年3月20日、UFC on ESPN: Brunson vs. Hollandでグラント・ドーソンと対戦。優勢に試合を進めたものの、試合終了1秒前にパウンドで逆転のKO負け。約12年ぶりの黒星となった。
2022年9月8日、総合格闘技からの引退を発表した。

## 戦績

### 総合格闘技
| 総合格闘技 戦績 | 総合格闘技 戦績 | 総合格闘技 戦績 | 総合格闘技 戦績 | 総合格闘技 戦績 | 総合格闘技 戦績 | 総合格闘技 戦績 |
| --------------- | --------------- | --------------- | --------------- | --------------- | --------------- | --------------- |
| 25 試合         | (T)KO           | 一本            | 判定            | その他          | 引き分け        | 無効試合        |
| 18 勝           | 3               | 9               | 5               | 1               | 1               | 0               |
| 6 敗            | 2               | 1               | 3               | 0               | 1               | 0               |

| 勝敗 | 対戦相手                 | 試合結果                             | 大会名                                                                   | 開催年月日     |
| ×    | ジャレッド・ゴードン     | 5分3R終了 判定0-3                    | UFC 278: Usman vs. Edwards 2                                             | 2022年8月20日  |
| ×    | クレイ・グイダ           | 2R 1:21 リアネイキドチョーク         | UFC on ESPN 31: Font vs. Aldo                                            | 2021年12月4日  |
| ×    | グラント・ドーソン       | 3R 4:59 KO（パウンド）               | UFC on ESPN 21: Brunson vs. Holland                                      | 2021年3月20日  |
| ○    | ロマン・ボガトフ         | 5分3R終了 判定3-0                    | UFC 251: Usman vs. Masvidal                                              | 2020年7月11日  |
| ○    | スティービー・レイ       | 1R 2:17 KO（右ストレート）           | UFC Fight Night: Gustafsson vs. Smith                                    | 2019年6月1日   |
| ○    | アドリアーノ・マルチンス | 5分3R終了 判定2-1                    | UFC 204: Bisping vs. Henderson 2                                         | 2016年10月8日  |
| ○    | ケビン・リー             | 1R 3:26 TKO（右ストレート→パウンド） | UFC 194: Aldo vs. McGregor                                               | 2015年12月12日 |
| ○    | トニー・マーティン       | 2R 2:29 リアネイキドチョーク         | UFC Fight Night: Maia vs. LaFlare                                        | 2015年3月21日  |
| ○    | エフレイン・エスクデロ   | 5分3R終了 判定3-0                    | UFC Fight Night: Bigfoot vs. Arlovski                                    | 2014年9月13日  |
| △    | ノーマン・パーク         | 5分3R終了 判定1-0                    | UFC Fight Night: Shogun vs. Henderson 2                                  | 2014年3月23日  |
| ○    | ウィリアム・マカリオ     | 2R 4:43 肩固め                       | UFC on Fuel TV 10: Nogueira vs. Werdum 【ウェルター級トーナメント 決勝】 | 2013年6月8日   |
| ○    | マーク・ホルスト         | 1R 1:15 肩固め                       | Cage Warriors: Fight Night 7                                             | 2012年9月1日   |
| ○    | ジウマール・ダ・シウバ   | 1R 1:47 肩固め                       | Shooto Brazil 28                                                         | 2012年3月10日  |
| ○    | ジェイソン・ボール       | 5分3R終了 判定3-0                    | BAMMA 6: Watson vs. Rua                                                  | 2011年5月21日  |
| ○    | 山田崇太郎               | 1R 3:56 反則（ローブロー）           | SRC14                                                                    | 2010年8月22日  |
| ○    | 國奥麒樹真               | 1R 3:06 チョークスリーパー           | SRC12                                                                    | 2010年3月7日   |
| ×    | 横田一則                 | 5分3R終了 判定1-2                    | 戦極 〜第八陣〜                                                          | 2009年5月2日   |
| ○    | ダニーロ・ノローニャ     | 1R 3:20 肩固め                       | Shooto Brazil 10                                                         | 2009年1月17日  |
| ○    | コリー・エドワーズ       | 1R 1:21 KO（ハイキック）             | Shooto Brazil 9                                                          | 2008年11月29日 |
| ○    | アラン・ロペス           | 1R 2:10 三角絞め                     | Shooto Brazil 8                                                          | 2008年8月30日  |
| ○    | クリスチャン・ロペス     | 1R 0:40 肩固め                       | Shooto Brazil 7                                                          | 2008年6月28日  |
| ○    | ハファエル・バストス     | 5分3R終了 判定                       | Mo Team League 2                                                         | 2007年9月29日  |
| ×    | ジーン・シウバ           | 1R 0:53 KO（右ストレート）           | Super Challenge 1 【73kg級トーナメント 1回戦】                           | 2006年10月7日  |
| ○    | ガブリエル・モラエス     | 1R チョークスリーパー                | Guarafight 3                                                             | 2006年8月12日  |
| ×    | 五味隆典                 | 5分3R終了 判定0-2                    | 修斗 TREASURE HUNT 07                                                    | 2002年6月29日  |

### グラップリング
| 勝敗 | 対戦相手                   | 試合結果         | 大会名                          | 開催年月日    |
| ×    | グレゴー・グレイシー       |                  | ADCC 2009 【77kg未満級 2回戦】  | 2009年9月26日 |
| ○    | 吉田善行                   | ポイント         | ADCC 2009 【77kg未満級 1回戦】  | 2009年9月26日 |
| ×    | マルセロ・ガッシア         | ポイント判定     | ADCC 2005 【77kg未満級 準決勝】 | 2005年5月28日 |
| ○    | ジョルジュ・サンピエール   | 腕ひしぎ十字固め | ADCC 2005 【77kg未満級 2回戦】  | 2005年5月28日 |
| ○    | ジェイソン・ブラドヴィック |                  | ADCC 2005 【77kg未満級 1回戦】  | 2005年5月28日 |

## 獲得タイトル

### ブラジリアン柔術
- 世界柔術選手権 黒帯レーヴィ級 3位（2000年）
- ADCC 2001ブラジル予選 77kg未満級 優勝（2001年）
- ADCC 2001 77kg未満級 3位（2001年）
- 世界柔術選手権 黒帯レーヴィ級 準優勝（2001年）
- コパドムンド 黒帯レーヴィ級 準優勝（決勝は同門対決のため棄権）（2002年）
- コパドムンド 黒帯レーヴィ級 優勝（2003年）
- ブラックベルトGP ライト級 優勝（2004年）
- コパドムンド 黒帯レーヴィ級 準優勝（2004年）

### 総合格闘技
- The Ultimate Fighter Brazil 2 ウェルター級トーナメント 優勝（2013年）

## 表彰
- ブラジリアン柔術 黒帯四段
- UFC パフォーマンス・オブ・ザ・ナイト（1回）